# Valerianella hirsutissima
Valerianella hirsutissima är en kaprifolväxtart som beskrevs av Heinrich Friedrich Link. Valerianella hirsutissima ingår i släktet klynnen, och familjen kaprifolväxter. Inga underarter finns listade i Catalogue of Life.